# Fast-start
Fast-start er korte pludselige accelerationer hos fisk. Fast starts benyttes ved predator-prey interaktioner. Fast starts inddeles i c-start hvor kroppen bøjes i et c og s-start hvor kroppen bøjes i et s. Fast starts sker hurtigere end det menneskelige øje kan registrere og reaktioner på 6 ms er målt hos for eksempel zebrafisken.
Via mekanisk modellering er det blevet målt at nogle fisk under fast-start accelerationen, accelererer med op til 40 m/s2 eller ca. 4 G.